# Meridyrias progenies
Meridyrias progenies är en fjärilsart som beskrevs av Achille Guenée 1852. Meridyrias progenies ingår i släktet Meridyrias och familjen nattflyn. Inga underarter finns listade i Catalogue of Life.